# Fira de la Cervesa Artesana de Begues

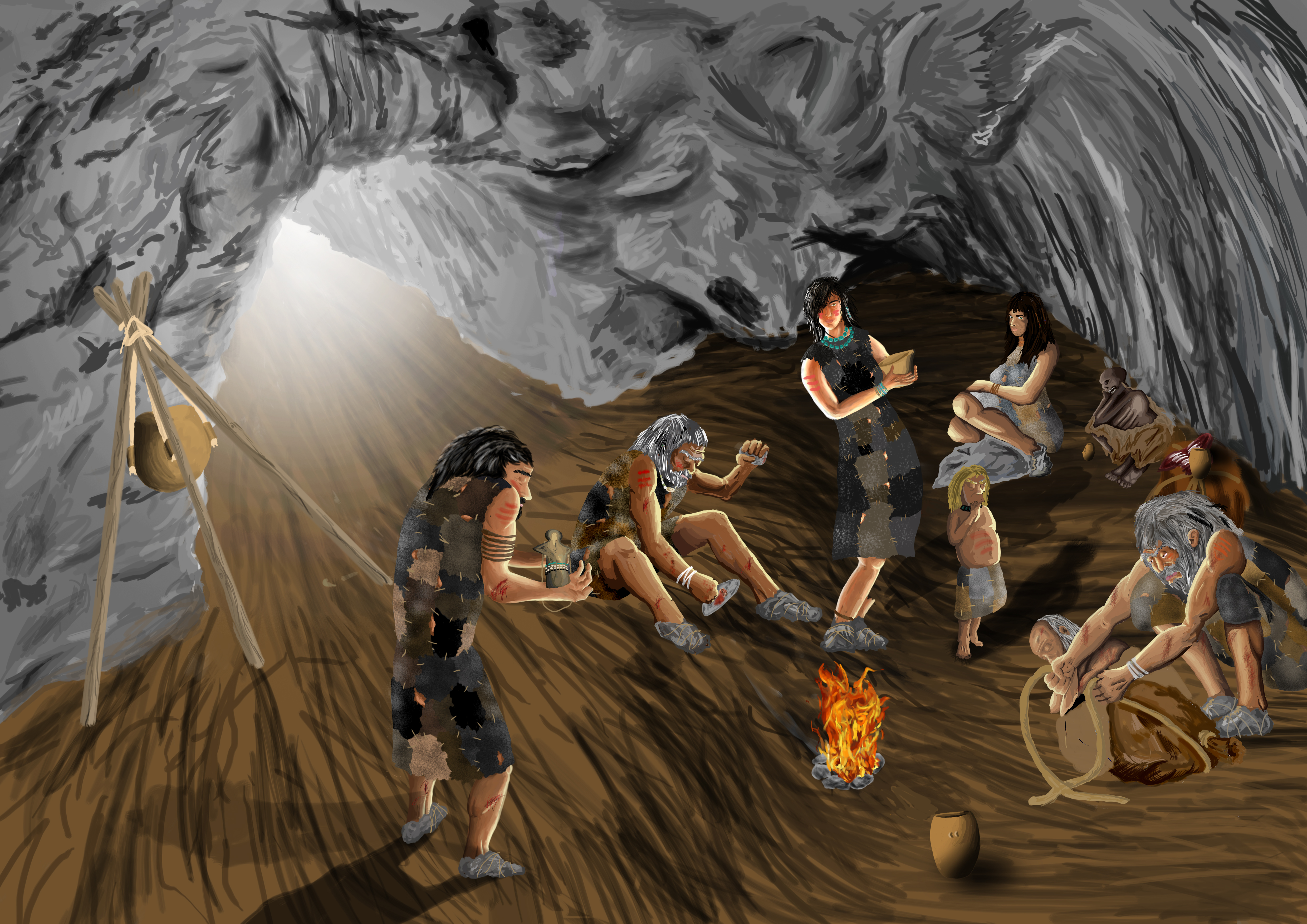
Recreació d'un enterrament neolític a la Cova de Can Sadurní de Begues, on es pot observar un ritual a l'entorn de la cervesa transportada en vasos ceràmics

La Fira de la Cervesa Artesana de Begues és una fira dedicada a la cervesa artesana que se celebra anualment a la població de Begues, al Baix Llobregat, des del 2013, amb l'excepció de l'any 2018. Se celebra a la plaça de l'Ateneu de Begues. El certamen, celebrat els darrers anys el mes d'abril, està organitzat per l'associació "Begues Beer Town" amb la col·laboració de l'Ajuntament de Begues.
A l'aplec s'hi afegeixen diverses cerveseres i també formacions musicals que amenitzen el certamen. La Fira, està pensada per divulgar la producció artesana de proximitat, i compta amb la presència de les marques beguetanes Dolina-Begues i Encantada (una recreació realitzada a partir de les restes neolítiques de fermentació descobertes a la Cova de Can Sadurní). Però també es poden trobar altres marques com La Montnegre, Barret, Flybrew, La Calavera, Traginer i Grenyut. Pel que fa a les actuacions musicals, durant la Fira se solen incorporar diversos grups musicals. També es poden trobar diverses furgoteques.
La població de Begues es considerada, segons estudis arqueològics recents, el primer lloc del món en produir cervesa, tal com demostren les restes de la Cova de Can Sadurní pertanyents al període 5500-4000 a.C. Aquest s'ha convertit en un dels motius principals per que el consistori, al costat de l'associació Begues Beer Town, promocioni any rere any aquest esdeveniment.